# Anwaruddin Choudhury

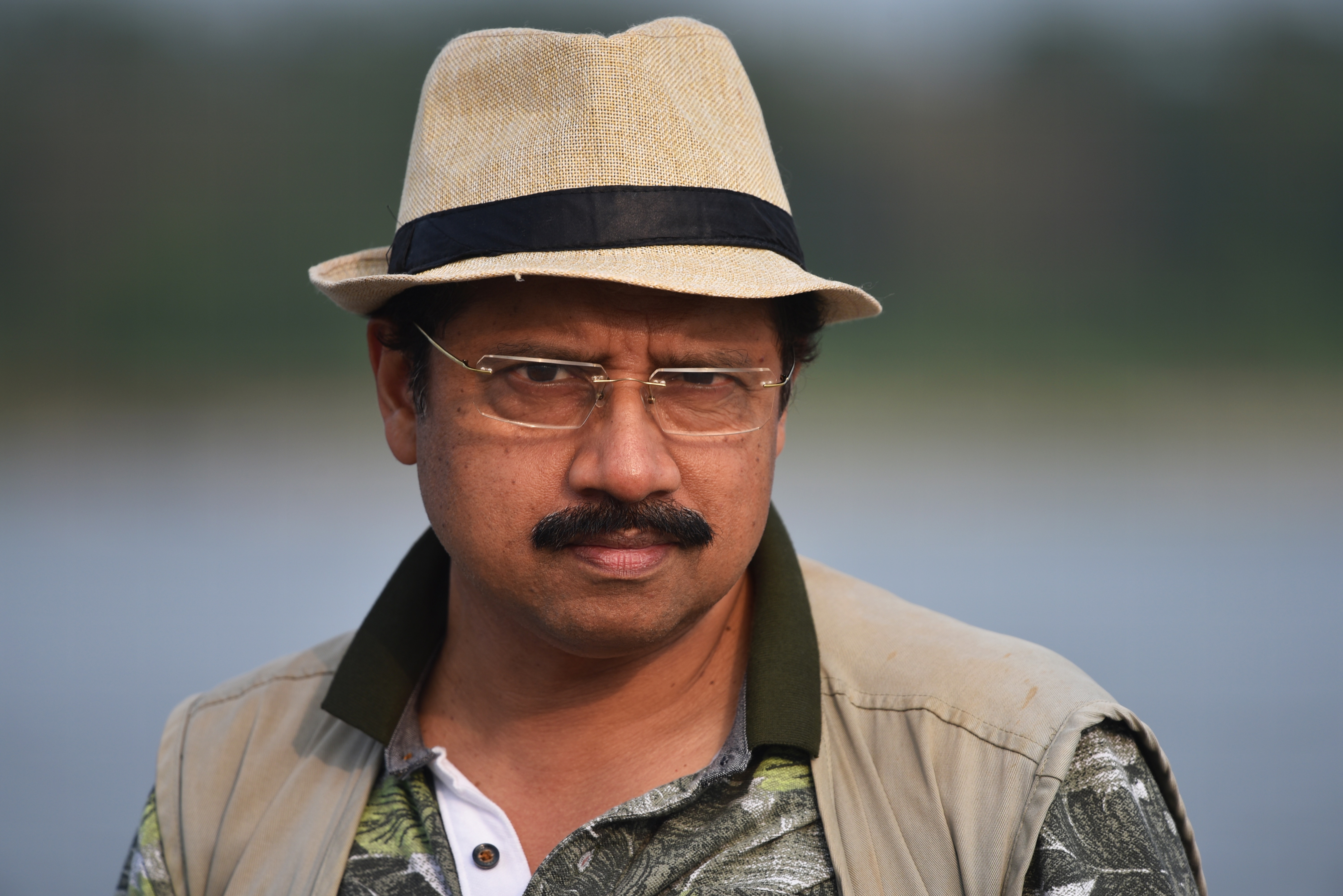
Anwaruddin Choudhury, 2020

Anwaruddin Choudhury (* 25. Oktober 1958 in Shilong, Meghalaya) ist ein indischer Zoologe und Naturschützer, der als Experte der Fauna Nordostindiens bekannt ist.

## Leben
Choudhury interessierte sich seit seiner Kindheit für Wildtiere, was seinen beruflichen Werdegang als Zoologe und Naturschützer prägen sollte. Er studierte zunächst Naturwissenschaften, erhielt jedoch 1981 seinen Bachelor of Arts mit Auszeichnung in Geographie vom B. Borooah College in Guwahati. 1985 schrieb er sich an der Gauhati-Universität ein, wo er seinen Master of Arts in Geographie erlangte. Er promovierte 1989 über Primaten. 2001 erlangte er den Doctor of Science mit der Dissertation A systematic review of the mammals of North-East India with special reference to the non-human primates an der Gauhaty University.
Seit 1983 ist Choudhury Beamter im öffentlichen Verwaltungsdienst von Assam und bekleidet verschiedene Ämter.
Choudhury ist auch ein Tierillustrator. Er veröffentlichte seine Zeichnungen und Illustrationen in verschiedenen indischen und internationalen Zeitschriften, Magazinen und Periodika. Darunter befindet sich die Gestaltung eines Covers des in Großbritannien herausgegebenen Oriental Bird Club Bulletin.
Choudhurys anfangs beiläufige Beschäftigung mit der Vogelbeobachtung erhielt in den frühen 1980er Jahren einen ernsthaften wissenschaftlichen Ansatz. Er begann für populäre Zeitschriften zu schreiben und startete die regelmäßige wöchentliche Kolumne Birds of Assam in der englischsprachigen Tageszeitung The Sentinel, die in Guwahati publiziert wird. Die Veröffentlichungen in lokalen Zeitungen in den 1980er Jahren brachten ihm Anerkennung auf dem Gebiet der Ornithologie in ganz Assam ein. Choudhury führte systematische Vogelbeobachtungen in verschiedenen Gebieten Nordostindiens durch. 2006 entdeckte er die Manipurwachtel in Assam wieder, nachdem sie zuletzt im Jahr 1932 nachgewiesen wurde.
Im Jahr 1986 reiste er in den Distrikt North Cachar Hills, um eine zwei Jahrzehnte dauernde Forschung über Primaten zu beginnen, die in späteren Jahren den gesamten Nordosten Indiens abdeckte. Über das Leben dieser Affen in freier Wildbahn war wenig bekannt, bis Choudhury mit seinen Studien über sie begann. Er hat mehrere Länderberichte für Indien und Bhutan verfasst. Choudhury entdeckte und beschrieb das Mechuka-Riesengleithörnchen (2007), das Mishmi-Riesengleithörnchen (2009) und das Siang-Riesengleithörnchen (2013). Die Holotypen dieser Tiere befinden sich in der Sammlung des Zoological Survey of India, Kolkata. 2004 entdeckte er eine neue Primatenart, die er jedoch als Unterart des Tibetmakaken identifiziert hatte. 2005 wurde sie von anderen Wissenschaftlern als Arunachalmakak ⋅(Macaca munzala) beschrieben. 2013 beschrieb er die Unterart Hoolock hoolock mishmiensis des Westlichen Weißbrauengibbons. Er legte auch zum ersten Mal dar, dass die Bärenmakaken und die Nördlichen Schweinsaffen westlich ihres Verbreitungsgebietes durch den Brahmaputra eingeschränkt sind. 2013 erschien sein Hauptwerk The mammals of North East India.

## Schriften (Auswahl)
- Checklist of the Birds of Assam, Sofia Pub, 1990
- A Naturalist in Karbi Anglong, Gibbon Books, 1993 und 2009
- Checklist of the Mammals of Assam, Gibbon Books, 1994
- Survey of White-winged Wood Duck and Bengal Florican, Rhino Foundation, 1996
- Checklist of the Mammals of Assam, zweite erweiterte Auflage, Gibbon Books, 1997
- The Birds of Assam, Gibbon Books & WWF, 2000
- A Pocket Guide to the Birds of Nagaland, Gibbon Books & Rhino Foundation, 2003
- Birds of Kaziranga National Park: a checklist, Gibbon Books & Rhino Foundation, 2003
- The Mammals of Arunachal Pradesh, Regency Pub, 2004
- Kaziranga: wildlife in Assam, Rupa & Co, 2004
- A Pocket Guide to the Birds of Arunachal Pradesh, Gibbon Books & Rhino Foundation, 2006
- Birds of Manas National Park, Gibbon Books & Rhino Foundation, 2006
- Birds of Dibru-Saikhowa National Park, Gibbon Books & Rhino Foundation, 2007
- A Pocket Guide to the Birds of Mizoram, Gibbon Books & Rhino Foundation, 2008
- A Naturalist in Karbi Anglong, zweite erweiterte Auflage, Gibbon Books, 2009
- The Vanishing herds: the wild water buffalo, Gibbon Books & Rhino Foundation, 2010
- The secrets of wild Assam, Bhabani Books, 2012
- The threatened birds of Assam, BNHS & Oxford Univ. Press (mit A. R. Rahmani), 2013
- The mammals of North East India, Gibbon Books & Rhino Foundation, 2013
- A Pocket Guide to the Birds of Meghalaya. Gibbon Books & Rhino Foundation, 2014
- The mammals of India, Gibbon Books & Rhino Foundation, 2016
- Manas India’s threatened World Heritage, Gibbon Books & Rhino Foundation, 2019